# Приключенски филм
Приключенският филм е филмов жанр, в който героите трябва да преодолеят сериозни предизвикателства, често по време на пътуване.
За разлика от близкия екшън жанр, в приключенските филми пречките обикновено се решават не толкова с физическо усилие или ловкост, а най-вече с изобретателност, хитрост, наблюдателност, знания и дори нахалство и късмет. Обичайно за тях е действието да се развива в екзотични места или исторически периоди, като често в центъра на сюжета е търсене на ценен предмет или героично пътуване в неизвестното.